# Гильом I (граф Бургундии)
Гильом (Вильгельм) I Великий (фр. Guillaume I le Grand; ок. 1024 — 12 ноября 1087) — пфальцграф Бургундии с 1057, граф Макона 1078—1085, сын пфальцграфа Рено I Бургундского и Адель (Юдит) Нормандской. Также известен под прозвищем Смелая Голова (фр. Tête Hardie).

## Биография
Гильом был одним из самых значительных графов в истории Бургундии. Первые годы его правления прошли в борьбе с младшим братом Ги, графом Вернона и Бриона. Ги после смерти герцога Нормандии Роберта I, предъявлял, вследствие незаконности рождения Вильгельма, свои права на нормандский престол. Но его борьба закончилась неудачей, после чего Ги выступил против старшего брата за Бургундию. Только после смерти Ги в 1069 году война прекратилась.
Укреплению положения Гильома способствовало малолетство императора Священной Римской империи Генриха IV, регентшей при котором была его мать, Агнесса де Пуатье, двоюродная сестра Гильома. Кроме того, в 1066 году умер архиепископ Безансона Гуго I де Сален, который был сторонником подчинения Бургундии империи.
В рождество 1076 года Гильом I встречал императора Генрих IV, отлученного папой римским Григорием VII от церкви, в Безансоне, когда тот направлялся в Италию. В 1078 году Гильом получил в управление графство Макон, правитель которого, граф Ги II де Макон (ум. 1109) постригся монахом в монастырь Клюни.
В 1085 году умер архиепископ Безансона Гуго II. Гильому I удалось добиться избрания новым архиепископом своего сына Гуго III, подчинив своему влиянию церковную власть в графстве. Еще один сын, Ги (будущий папа римский Каликст II) стал архиепископом Вьенна.
Гильом I имел многочисленное потомство. После его смерти графство Бургундия унаследовал его второй сын Рено II (ок.1056—1097). Графство Макон оказалось в совместном владении Рено II и его младшего брата Этьена I Храброго (ок.1057—27 мая 1102). А Раймонд (ок.1059—24 мая 1107) женился на Урраке (24 июня 1081—8 марта 1126), королеве Кастилии и Леона с 1109, став родоначальником Бургундской королевской династии Кастилии и Леона.
Гильом умер в 1087 году и был похоронен в соборе Сен-Этьен в Безансоне. В XVIII веке его останки, как и останки других графов Бургундии, были перезахоронены в соборе Сен-Жан.

## Брак и дети
Жена: с 1049/1057 Стефания (1035 — 10 октября 1092). По одной версии она была дочерью Адальберта де Лонгви, герцога Верхней Лотарингии, по другой — дочерью графа Барселоны Беренгера Рамона I, по третьей — дочерью графа Бигорра Бернара II. Дети:
- Эд (ок.1050—ок.1087)
- Рено II (ок. 1056—1097), граф Макона с 1085, Бургундии с 1087; жена: Режина (ум. после 1097), дочь графа Куно фон Олтиген
- Гильом (ум. ок. 1090)
- Этьен I Храбрый (ок. 1057 — 27 мая 1102), граф Макона с 1085, Вьенна с 1087, титулярный граф Бургундии с 1087; жена: с ок. 1090 Беатрис (1076 — после 1102), дочь Генриха III, графа Лувена
- Ирментруда (ок. 1058 — после 8 марта 1105); муж: с ок. 1065 Тьерри I (1045—1105), граф де Бар-ле-Дюк, де Монбельяр и де Пфирт
- Раймунд (ок. 1059 — 24 мая 1107), граф Амеруа, граф Галисии и Коимбры с 1089; жена: с 1090 Уррака (24 июня 1081 — 8 марта 1126), королева Кастилии и Леона с 1109
- Этьенетта (ок. 1061—1121); муж: Ламбер Франсуа (ум. после 1119), принц де Руйян
- Берта (ок. 1062 — 1097/1098); муж: с 1093 Альфонсо VI Храбрый (июнь 1039 — 30 июня 1109), король Леона 1065—1067, 1072—1109, король Кастилии и Галисии с 1072, император Испании с 1077
- Ги (ок. 1064 — 12 декабря 1124), архиепископ Вьенна 1084/1089—1119, папа Римский (Каликст II) с 2 февраля 1119
- Сибилла (ок. 1065 — после 1103); муж: с 1080 Эд I Боррель (ок. 1058 — 23 марта 1103), герцог Бургундии с 1079
- Оттон (ок. 1065 — 1126)
- Гуго III (ок. 1067 — 13 сентября 1101), архиепископ Безансона с 1085
- Гизела (ок. 1070 — после 1133); 1-й муж: с ок. 1090 Гумберт II Савойский (1070 — 14 октября 1103), граф де Морьенн с 1080, маркграф Турина; 2-й муж: с 1105 Ренье II (ум. 1135/1137), маркграф Монферрато
- Клеменция (ок. 1071 — ок. 1133); 1-й муж: с ок. 1090 Роберт II (1065 — 5 октября 1111), граф Фландрии с 1093; 2-й муж: с ок. 1125 Жоффруа (Готфрид) I Бородатый (1060—1139), граф Лувена с 1095, герцог Нижней Лотарингии с 1106